# طوی‌دره
طویدره، روستایی است از توابع بخش مرکزی شهرستان کلاردشت در استان مازندران ایران.

## جمعیت
این روستا در دهستان کلاردشت غربی قرار دارد و براساس سرشماری مرکز آمار ایران در سال ۱۳۹۵، جمعیت آن ۶۶۹ نفر (۲۴۰خانوار) بوده‌است. مردم طوی‌دره از قومیت طبری هستند. مردم طوی‌دره به زبان طبری و گویش کلارستاقی سخن می‌گویند.